# Tampa Bay Buccaneers
Tampa Bay Buccaneers su profesionalna momčad američkog nogometa iz Tampe u Floridi. Trenutno se natječu u južnoj diviziji NFC konferencije NFL lige. U ligu su ušli 1976. godine, a najveći uspjeh im je osvojeni Super Bowl 2002. godine.
Buccaneersi svoje domaće utakmice igraju na Raymond James Stadiumu.

## Povijest kluba

### Od 1976. do 1994.
Buccaneersi su osnovani sredinom 1970-ih nakon odluke NFL lige o proširenju s 26 na 28 ekipa. Za prvog trenera bio je postavljen John McKay, a natjecanje u NFL-u počeli su 1976. u zapadnoj diviziji AFC konferencije. Svoju prvu sezonu završavaju neslavno, bez ijedne pobjede u 14 utakmica. Sljedeće sezone prelaze u centralnu diviziju NFC konferencije, ali bez većih rezultatskih pomaka. Ipak, prve uspjehe nije trebalo dugo čekati. Predvođeni quarterbackom Dougom Williamsom, tight endom Jimmieom Gilesom i defensive endom Lee Royem Selmonom (proglašenim najboljim obrambenim igračem lige te sezone), 1979. osvajaju diviziju po prvi put. Tako ulaze u doigravanje i pobjeđuju Philadelphia Eaglese 24:17 u wild-card rundi, međutim, u divizijskoj rundi gube od Los Angeles Ramsa 9:0. U još dva doigravanja ulaze 1981. i 1982. ali svaki put ih izbacuju Dallas Cowboysi u prvoj utakmici. Sezonu kasnije, Buccaneersi počinju niz od 12 sezona s deset ili više poraza, što je rekord lige.

### Od 1995. do 2001.
Promjene nabolje stižu sredinom devedesetih. Malcolm Glazer kupuje klub (koji je bio pred bankrotom), a za trenera postavlja dotadašnjeg koordinatora obrane Minnesota Vikingsa Tonyja Dungya. Napredak u rezultatima dolazi 1997. kada Buccaneersi s deset pobjeda u sezoni ulaze u doigravanje po prvi put od 1982. Na krilima odlične obrane predvođene linebackerima Hardyem Nickersonom i Derrickom Brooksom, safetyem Johnom Lynchom i defensive tackleom Warrenom Sappom, u doigravanju pobjeđuju Detroit Lionse, ali u idućoj utakmici ih pobjeđuju Green Bay Packersi Bretta Favrea. Nakon ove sezone očekivanja u klubu rastu, ali ih Buccaneersi ispunjuju tek za dvije godine, u sezoni 1999. Tada osvajaju diviziju s 11 pobjeda, a Sapp je proglašen za najboljeg obrambenog igrača lige te sezone. Pobjedom u doigravanju nad Washington Redskinsima dolaze do konferencijskog finala gdje su im protivnici St. Louis Ramsi s jednim od najboljih napada u povijesti, koji predvodi quarterback Kurt Warner. Ramsi ih u kontroverznoj utakmici pobjeđuju 11:6 i u idućoj utakmici osvajaju Super Bowl. U iduće dvije sezone Buccaneersi čine mali korak nazad, te oba puta gube od Philadelphia Eaglesa u prvoj utakmici doigravanja.

### Pobjeda u Super Bowlu 2002.
Nakon drugog poraza u doigravanju od Eaglesa 2001., trener Dungy je otpušten, a novi trener postaje dotadašnji trener Oakland Raidersa Jon Gruden. Gruden mijenja neke stvari u napadačkoj igri Buccaneersa, te uz otprije odličnu obranu osvaja diviziju s 12 pobjeda u sezoni. Momčad predvode quarterback Brad Johnson, wide receiver Keyshawn Johnson, cornerback Ronde Barber i Warren Sapp, možda najveća njihova zvijezda. U divizijskoj rundi doigravanja pobjeđuju San Francisco 49erse 31:6, a tjedan kasnije uzvraćaju Eaglesima za poraze u doigravanju protekle dvije sezone pobjedom 27:10. Buccaneersi tako dolaze do Super Bowla po prvi put u svojoj povijesti. Tu su im protivnici Oakland Raidersi, klub koji je do prošle sezone trenirao Jon Gruden. U utakmici igranoj u San Diegu, Gruden se osvećuje Raidersima i Buccaneersi pobjeđuju 48:21 te osvajaju svoj prvi naslov prvaka.

### Od 2003. do danas
Međutim, Buccaneersi ne ostaju dugo na vrhu i iduće dvije sezone (sa 7 pobjeda 2003. i 5 pobjeda 2004.) ne uspijevaju doći do doigravanja, što im polazi za rukom još samo dvaput do 2013. (2005. i 2007.). Od 2008. do 2013. Buccaneersi su dvaput treći u diviziji i četiri puta posljednji četvrti. Početkom 2014. za trenera momčadi je postavljen Lovie Smith, trener linebackera u momčadi Buccaneersa od 1996. do 2001.

## Učinak po sezonama od 2008.
| Sezona | Liga | Konferencija | Divizija | Regularni dio sezone | Regularni dio sezone | Regularni dio sezone | Regularni dio sezone | Uspjeh u doigravanju |
| Sezona | Liga | Konferencija | Divizija | Poz.                 | Pob.                 | Por.                 | Ner.                 | Uspjeh u doigravanju |
| ------ | ---- | ------------ | -------- | -------------------- | -------------------- | -------------------- | -------------------- | -------------------- |
| 2008.  | NFL  | NFC          | Jug      | 3.                   | 9                    | 7                    | 0                    |                      |
| 2009.  | NFL  | NFC          | Jug      | 4.                   | 3                    | 13                   | 0                    |                      |
| 2010.  | NFL  | NFC          | Jug      | 3.                   | 10                   | 6                    | 0                    |                      |
| 2011.  | NFL  | NFC          | Jug      | 4.                   | 4                    | 12                   | 0                    |                      |
| 2012.  | NFL  | NFC          | Jug      | 4.                   | 7                    | 9                    | 0                    |                      |
| 2013.  | NFL  | NFC          | Jug      | 4.                   | 4                    | 12                   | 0                    |                      |
| 2014.  | NFL  | NFC          | Jug      | 4.                   | 2                    | 14                   | 0                    |                      |
| 2015.  | NFL  | NFC          | Jug      | 4.                   | 6                    | 10                   | 0                    |                      |
| 2016.  | NFL  | NFC          | Jug      | 2.                   | 9                    | 7                    | 0                    |                      |
| 2017.  | NFL  | NFC          | Jug      | 4.                   | 5                    | 11                   | 0                    |                      |
| 2018.  | NFL  | NFC          | Jug      | 4.                   | 5                    | 11                   | 0                    |                      |